# キネマの天地
『キネマの天地』（キネマのてんち）は、1986年8月2日公開の松竹製作による日本映画。山田洋次監督作品。
松竹が撮影所を大船に移転する直前の1934年頃の松竹蒲田撮影所を舞台に、映画製作に夢を燃やす人々の熱い情熱を描く。
映画の続編として同年12月に初演、刊行された井上ひさしの戯曲も同名であるが、ストーリーは異なる推理劇である。

## 概要
松竹大船撮影所50周年を記念して寅さん一家をはじめ演劇界からもキャストを起用したオールスター映画。映画製作の契機としては、松竹映画の象徴である『蒲田行進曲』（つかこうへい原作・脚本、1982年）というタイトルの映画を、配給権こそ獲得できたが、ライバル会社である東映出身の深作欣二が東映京都撮影所で撮ったことを野村芳太郎プロデューサーが無念に思い、『蒲田行進曲』へのライバル意識から、「我々松竹の人間で、そう云う『蒲田行進曲』を映画にしようじゃないか」という声が叫ばれ続けたことが『キネマの天地』につながった、と記している。当時の松竹副社長・奥山融は「山田洋次監督がくやしがるんですよ。大船撮影所にはもっと面白い話がある。それでは、君が撮ったらどうだ」と自身が山田監督に制作を勧めたと述べている。また、1971年8月の第9作『男はつらいよ 柴又慕情』以降、「盆暮れ」で年2回製作されていた『男はつらいよ』も、こういった経緯により、1986年の夏は製作が見送られた。これにより、14年間続いた同シリーズの盆・正月興行は中断し、翌1987年と1989年には蘇ったものの、それが最後となる。渥美にとっては、『男はつらいよ』以外の最後の主演映画である。渥美がシリーズ開始後に主演した映画は、他に『喜劇 男は愛嬌』(1970)と『あゝ声なき友』(1972)のみである。
舞台は松竹が撮影所を大船に移転する直前の1930年前後の松竹蒲田撮影所。城戸四郎所長以下、若き日の斎藤寅次郎、島津保次郎、小津安二郎、清水宏ら気鋭の監督たちが腕を競い、田中絹代がスターへの階段を上りかけた黄金期である。この時代の映画人たちをモデルにして書かれた脚本には井上ひさし、山田太一も参加した。また、浅草の映画館の売り子からスター女優になる主役の「田中小春」役を藤谷美和子が降板したため、役モデルと同様に新人の有森也実が抜擢されて話題になった。

## ストーリー
浅草の帝国館で売り子をしている田中小春は、旅回りの役者だった父喜八と二人で長屋で暮らしていた。ある日、松竹の小倉監督の目にとまり、蒲田撮影所を訪れたところ、いきなり端役に駆り出された。しかし、その演技がうまくいかず落胆して父の下へ帰る。そんな小春を助監督の島田が迎えに来たことから、気を取り直して撮影所に就職することになり、大部屋女優として出発する。その一方、小春は、熱心に映画を語る島田に徐々に惹かれていく。翌年、小春は大作「浮草」の主役に抜擢される。壁にぶつかり帰ってきた小春に喜八は一座の看板女優だった母との恋愛話を語って励ます。そのことが切っ掛けで撮影は成功し、映画は完成する。一方、喜八は、ゆき・満男とともに帝国館に「浮草」を観に行き、娘の姿をスクリーンで見ながら静かに息を引き取る。島田と小倉監督は、「蒲田まつり」で蒲田行進曲を歌う小春を見ながら喜八の訃報を受け、小倉は、「娘の晴れ姿を見ながら死んだか、旅役者のおとっつぁんは」とつぶやく。

## スタッフ
- 製作総指揮：奥山融
- 製作：野村芳太郎
- プロデューサー：杉崎清美、升本喜年、島津清
- 監督：山田洋次
- 脚本：井上ひさし、山田太一、山田洋次、朝間義隆
- プロダクションコーディネーター：内藤誠、田中康義
- 撮影：高羽哲夫
- 美術：出川三男
- 音楽：山本直純
- 録音：鈴木功
- 調音：松本隆司
- 照明：青木好文
- 編集：石井巌
- 助監督：五十嵐敬司
- 現像：IMAGICA
- 風俗考証：林美一、結城一朗
- 協力：京浜急行、熊谷組

## キャスト
- 田中喜八：渥美清
- 島田健二郎：中井貴一
- 田中小春（田中絹代がモデル）：有森也実
- 小倉金之助監督：すまけい
- 緒方監督（小津安二郎がモデル）：岸部一徳
- 内藤監督（斎藤寅次郎がモデル）：堺正章
- 佐伯監督：柄本明
- 内藤監督：山本晋也
- 小笠原監督：なべおさみ
- 岡村監督：大和田伸也
- 川島澄江（岡田嘉子がモデル）：松坂慶子
- 川島の恋人（杉本良吉がモデル）：津嘉山正種
- 井川時彦：田中健
- 園田八重子：美保純
- 小山田淳：広岡瞬
- 磯野良平：レオナルド熊
- 戸田礼吉：山城新伍
- 古賀英二：坂元貞美
- 医師役の俳優：加島潤
- 泥棒役の俳優：星野浩之
- 猪俣助監督：冷泉公裕
- 長野カメラマン：油井昌由樹
- 生田カメラマン：アパッチけん
- 生田カメラマンの助手：光石研
- 照明班長：じん弘
- 照明助手の正兄：山田隆夫
- 撮影スタッフ：笠井一彦
- 脚本部・北原：若尾哲平
- 脚本部・池島：巻島康一
- 脚本部・柳：清島利典
- 床山茂吉：石井均
- 小使トモさん：笠智衆
- 梅吉：近藤昇
- 守衛：桜井センリ
- 女事務員：マキノ佐代子
- 中谷松竹社長：山内静夫
- 彰子妃殿下：桃井かおり
- ビヤホールの華やかな女性歌手：木の実ナナ
- 島田庄吉：下條正巳
- 島田の下宿のおかみ貞子：三崎千恵子
- 島田の大学の先輩・小田切：平田満
- 小田切を追う犬飼刑事：財津一郎
- 同・馬道刑事：粟津號
- 留置場の看守：石倉三郎
- 留置場の大山安五郎：ハナ肇
- 安五郎の子分留吉：佐藤蛾次郎
- 帝国館支配人：人見明
- 帝国館弁士：松田春翠
- 帝国館の呼び込みの男：関敬六
- 帝国館の若い売り子：田谷知子
- ゆき：倍賞千恵子
- ゆきの亭主・弘吉：前田吟
- ゆきの息子・満男：吉岡秀隆
- 屑屋：笹野高史
- おかね：杉山とく子
- とし子：谷口美由紀

特別出演
- 城田所長（城戸四郎がモデル）：9代目松本幸四郎
- 浅草帝国館の客：藤山寛美

※エンドクレジットでは特別出演として、下條正巳、三崎千恵子、佐藤蛾次郎、吉岡秀隆、前田吟の5人が先に一列で表記され、次に石井均、なべおさみ、大和田伸也、津嘉山正種、山本晋也、松田春翠（活弁）の6人が二列で表記。また一列になり、桃井かおり、ハナ肇、柄本明、木の実ナナ、山城新伍の5人が表記される。どこからどこまでが特別出演扱いなのかは分からないが、下條正巳から山城新伍までの16人が特別出演と取れる。この後は字が小さくなり端役の名前が表記される。この中に江戸はるみや出川哲朗の名前がある。

## 製作
「映画の第一は脚本にあり」を生涯の基本理念とした城戸四郎の"城戸イズム"の神髄を極める作品として製作。このため1986年4月18日、永山武臣松竹社長、奥山融副社長、山田洋次らが故城戸四郎が眠る上野寛永寺の墓前で脚本・ポスターを献上し、製作開始の報告を行った。この時点で新人・有森也実の起用は決定していた。また同年5月上旬から本格的な撮影が開始されると公表された。

### 演出
山田洋次監督は「サイレントからトーキーに移行する時代、即ち日本映画の青春期に、活動写真に憧れ、眼を輝かせて蒲田撮影所に入ってきた若者たち、さして広くもない敷地に騒々しく犇めいていた青春群像ー彼等が何を悩み、何を苦しみ、そしてどのように燃えていたかをドラマチックに描こう、というのがこの作品の核心です」などと述べている。

### キャスティング
本作のヒロイン・田中小春役は当初、藤谷美和子がキャスティングされていた。藤谷は東映の『道』と撮影が掛け持ちにはなったが、東映でも現場をてこずらせており、本作でも同様。藤谷は感情の起伏が激しく、リハーサル中に突然涙ぐんだり、気分が乗らないと芝居もウワの空で、渥美清とぶつかるなど、現場に来ない日もあり、我慢強い山田洋次監督も新人類にお手上げ。1986年5月、クランクイン二日、あるいは一週間で、降ろされた。田中小春役はほぼ出ずっぱりの実質主役で、幸い藤谷の撮影シーンが3シーンだったこともあり、必要最小限で傷を抑えた形。代役は新人の有森也実。松竹は藤谷の降板理由を「『道』とのスケジュール調整が困難」と発表したが、『道』はこの時点で撮影は終わりかけだった。有森也実の主役抜擢経緯は不明。

### 撮影
横浜市金沢区能見台に浅草六区、蒲田撮影所を再現する大掛かりなセットが組まれた。映画館が立ち並ぶ浅草六区から映画は始まる。
倍賞千恵子の出演シーンは結構多いが、倍賞は「『キネマの天地』のことはあまり覚えていないんですよ。『男はつらいよ』の間に撮影したと思うけれど。でも最後のシーンだけは覚えています」などと話しており、渥美清の妹ではないものの、夫が前田吟、息子が吉岡秀隆設定で、『男はつらいよ』との混同もやむを得ない。
浅草六区、蒲田撮影所、小春の家の3カ所でほとんど話が進むため、大半、能見台と松竹大船撮影所のセットでの撮影。ロケは4カ所。内藤監督（山本晋也）が草原でカメラドリーで撮影するシーン、1時間頃、富士山を望む1928年開業の川奈ホテルゴルフコース大島コースらしき場所。井川時彦（田中健）が小春にキスする運河のシーン、『浮草』の撮影を行う海岸。
劇中で語られる映画や、映画館の看板、撮影所内の壁等に貼られる映画のポスターは、架空の映画と実在する映画が混在している。役者の台詞も同様で、モデルがはっきりしている人物の映画は、実在する映画の撮影風景やポスターが出る。『全部精神異常あり』『モダン籠の鳥』『東京の女』など。また古い映画ファンなら分かるような、映画人にまつわるエピソードが次々に出る。芸者役の小春が障子を開けて部屋の中に入るシーンを繰り返す場面は、岸部一徳が演じる小津安二郎の演出の再現と見られる。他に架空の映画『浮草』で小春が正念場の長台詞が上手く言えず、1カットも撮影出来ず、城戸四郎のモデル・城田所長役の9代目松本幸四郎がイライラして「封切に間に合わない」と猪俣助監督冷泉公裕に催促した後、斎藤寅次郎がモデルの内藤監督（堺正章）がロケから帰って来て城田所長に「30カット撮りました」と言う、斎藤監督の早撮りを表現するシーンなど。後半、撮影所を辞めると言う島田健二郎中井貴一に小田切（平田満）が諭す場面に映画のテーマが語られる。

## 時代設定
映画のポスターには1930年と書かれているが、斎藤寅次郎がモデルの内藤監督を演じる堺正章が、蒲田の脚本部で城田所長（松本幸四郎）に「何かないか?」と聞かれ、「『西部戦線異状なし』みたいなのどうです? 題名は『全部精神異常あり』って言うんですけどね」という台詞（1929年頃）、斎藤監督の『モダン籠の鳥』の撮影風景（1931年）、後半、小田切（平田満）が「ヒトラーのドイツが国際連盟脱退を脱退しただろ」という台詞（1933年）と、島田健二郎（中井貴一）の部屋の壁に『白き處女地』（1934年）や『巴里祭』（1933年）のポスターが貼られている。犬飼刑事（財津一郎）と馬道刑事（粟津號）が島田の部屋に踏み込み、犬飼が「こいつマルクス読んでいやがる」と本棚から取り出した本が『マルクス兄弟の世界』という本で、カール・マルクスとマルクス兄弟を混同する。開いた本にマルクス兄弟と『いんちき商売』（1931年）のグルーチョ・マルクスとセルマ・トッドの写真が載る。皇太子御降誕を知らせる都新聞（1933年）、城田所長が「大船駅の近くに約3万坪の土地を獲得」と発表するシーン（1935年頃）などがあり、1929年頃から1935年頃を舞台にしている。ただ、岡田嘉子のモデル・川島澄江（松坂慶子）と杉本良吉（津嘉山正種）によるソビエト逃避行のシーンがあり、これは1937年暮れー1938年正月である。

## 作品の評価

### 興行成績
配給収入は13億円はこの年の松竹最大のヒットで、全体でも4位に当たるが、『映画年鑑 1988年版』には「意欲ばかりが先走って、所謂、映画界のよき時代をなつかしむ内容では大きな広がりも難しく、過大な期待もあって成功といえるまでの成績には至らなかった」「『キネマの天地』は、話題を集めたが功罪相半ばする結果となった。（1986年）8月2日から7週間一本立てで公開され、12億7000万円とこの期の最高成績となって『男はつらいよ』シリーズのアベレージを上回り一応の成果はおさめたものの、コスト高を含めて全社的な期待度から見ると成功とまで至らなかった」などと書かれている。『キネマ旬報社』1987年2月下旬号の「1986年度日本映画・外国映画業界総決算」という記事では「創業90周年の前半を不本意な成績で終えた松竹は、大船撮影所開設50周年を迎えて映像本部の一部機構改革を行ない、映画企業の中枢である企画・製作部門を関連会社の松竹映像に移して新たな巻き返しを図ったが、この狙いも結実するまでには至らず不振のままに終始した。特に、山田洋次監督の大船撮影所50周年記念作品『キネマの天地』は、寅さん一家をはじめ演劇界からもキャストを起用したオールスター映画ながら、ヤングの支持を得られず所期の目的には達しない成績であった」「大船撮影所開設50周年を記念したイベントが実施されたが、そのメインである『キネマの天地』は、目標配収20億円を遥かに下回る不本な結果となった。この作品は夏の勝負作『男はつらいよ』を休んでの勝負作であっただけに残念で、この他の作品も全般に低迷した」などと書かれている。ビデオ時代の本格到来もあって各社厳しく、松竹もこの年振るわず。山田洋次と野村芳太郎を中心にディレクターシステムの伝統を継承しながらこれまで実績を挙げて来たが、暮れの館主会で申し入れがあり、これまでの自主製作路線から若干の軌道修正を行ない、今後はヤングをターゲットにした外部プロの作品を配給していくという方針を打ち出した。

## 受賞歴
- 第10回日本アカデミー賞[22]
  - 優秀作品賞
  - 優秀監督賞（山田洋次）
  - 優秀脚本賞（井上ひさし、山田太一、朝間義隆、山田洋次）
  - 優秀主演男優賞（渥美清）
  - 優秀助演男優賞（すまけい）
  - 優秀助演女優賞（美保純）
  - 優秀音楽賞（山本直純）
  - 優秀美術賞（出川三男）
  - 優秀録音賞（鈴木功、松本隆司）
  - 新人俳優賞（有森也実）
- 第4回ゴールデングロス賞優秀銀賞[23]
- 第41回毎日映画コンクール
  - 日本映画優秀賞

## 関連書籍
- 『キネマの天地』山田洋次 他 著 新潮文庫 1986.6

## 戯曲
井上ひさしにより映画版の続編として執筆され、井上の演出により1986年12月5日に東京・日生劇場にて初演、12月25日に文藝春秋より刊行された。映画版から設定のみを引き継ぎ、舞台上で起きた殺人事件を巡る新たな推理劇となっている。
2011年9月にはこまつ座第95回公演として25年ぶりに再演された。

### あらすじ
昭和10年、女優・松井チエ子の謎めいた死から1年。築地東京劇場に集められた4人のスター女優（立花かず子、徳川駒子、滝沢菊江、田中小春）たち。4人のうちに犯人がいるのか？
映画『諏訪峠』の為に集められたと思っていたら、舞台『豚草物語』（何となく『若草物語』に似ている）の再演話だった。舞台女優につきものの膀胱炎などの病気自慢が始まる。
チエ子は『豚草物語』の稽古中に頓死していた。死後見つかった日記には「わたしはK.T.に殺される」と書かれてあった。万年下積みの老俳優を刑事役に仕立て、真犯人追及劇『豚草物語』の幕が上がる。

### 登場人物
演者はそれぞれ、1986年版 / 2011年版 / 2021年版
立花かず子
演 - 加賀まりこ / 麻実れい / 高橋惠子
蒲田大幹部女優にして日本映画界を代表する大スター
徳川駒子
演 - 光本幸子 / 三田和代 / 那須佐代子
蒲田大幹部待遇、「母物映画」の大スター
滝沢菊江
演 - 夏木マリ / 秋山菜津子 / 鈴木杏
蒲田幹部女優、妖艶なヴァンプ役で爆発的な人気を誇る
田中小春
演 - 斉藤とも子 / 大和田美帆 / 趣里
蒲田準幹部女優、娘役で人気沸騰の若手スターのピカ一
小倉虎吉郎
演 - 佐藤慶 / 浅野和之 / 千葉哲也
蒲田を代表する映画監督、女優故松井チエ子の夫
尾上竹之助
演 - 小沢栄太郎 / 木場勝己 / 佐藤誓
舞台の心構え、俳優としての行儀作法万事承知の万年下積役者
島田謙二郎
演 - 京本政樹 / 古河耕史 / 章平
蒲田撮影所の助監督、東京帝大法学部出身

### 上演日程
- 1986年12月5日 - 27日に日生劇場で上演された。井上ひさし作・演出。京本政樹、斉藤とも子、加賀まりこらが出演。
- こまつ座第95回公演として、2011年9月5日、紀伊國屋サザンシアターで初演された。井上ひさし作、栗山民也演出。約150分。
- 「人を思うちから」第3弾 新国立劇場 小劇場にて。2021年 6月10日 - 6月27日（6月5日・6日にプレビュー公演）。小川絵梨子演出。2時間30分（1幕65分、休憩20分、2幕65分）

### 書誌情報
- キネマの天地（1986年12月25日、文藝春秋、ISBN 978-4-16-309350-5）